# NGC 5099
NGC 5099 ist eine 14,3 mag helle elliptische Zwerggalaxie vom Hubble-Typ E0 im Sternbild Jungfrau auf der Ekliptik. Sie ist schätzungsweise 55 Mio. Lichtjahre von der Milchstraße entfernt und hat einen Durchmesser von etwa 10.000 Lj.

Im selben Himmelsareal befinden sich u. a. die Galaxien NGC 5079, NGC 5088, NGC 5105, NGC 5110.
Das Objekt wurde am 3. Juni 1886 von Lewis A. Swift entdeckt.